# Anthony Edwards (koszykarz)
Anthony Edwards (ur. 5 sierpnia 2001 w Atlancie) – amerykański koszykarz, występujący na pozycji rzucającego obrońcy, obecnie zawodnik Minnesoty Timberwolves.
W 2019 wystąpił w meczach gwiazd amerykańskich szkół średnich − McDonald’s All-American, Jordan Brand Classic. Został też zaliczony do I składu USA Today's All-USA.
W sezonie 2020/2021 zajął drugie miejsce w głosowaniu na debiutanta roku NBA.

## Osiągnięcia
Stan na 12 sierpnia 2024, na podstawie, o ile nie zaznaczono inaczej.

### NCAA
- Najlepszy:
  - pierwszoroczny zawodnik Southeastern (SEC – 2020)[4]
  - nowo przybyły zawodnik SEC (2020  przez Associated Press)
- Zaliczony do:
  - I składu:
    - najlepszych pierwszorocznych zawodników SEC (2020)
    - turnieju Maui Jim Maui Invitational (2020)

  - II składu SEC (2020)
- Debiutant tygodnia:
  - NCAA (2x – 2019/2020 według CBSSports.com)
  - SEC (2.12.2019, 3.02.2020, 24.02.2020, 2.03.2020)
- Lider strzelców NCAA w kategorii debiutantów (2020 – 19,1)

### NBA
- Zaliczony do:
  - I składu debiutantów NBA (2021)[5]
  - II składu NBA (2024)[6]
- Uczestnik:
  - meczu gwiazd NBA (2023, 2024)[7][8]
  - konkursu drużynowego KIA Skills Challenge (2024)[9]

### Reprezentacja
- Mistrz olimpijski (2024)[10]
- Uczestnik mistrzostw świata (2023 – 4. miejsce)[11]
- Zaliczony do I składu mistrzostw świata (2023)[12]